# Ham (vlees)

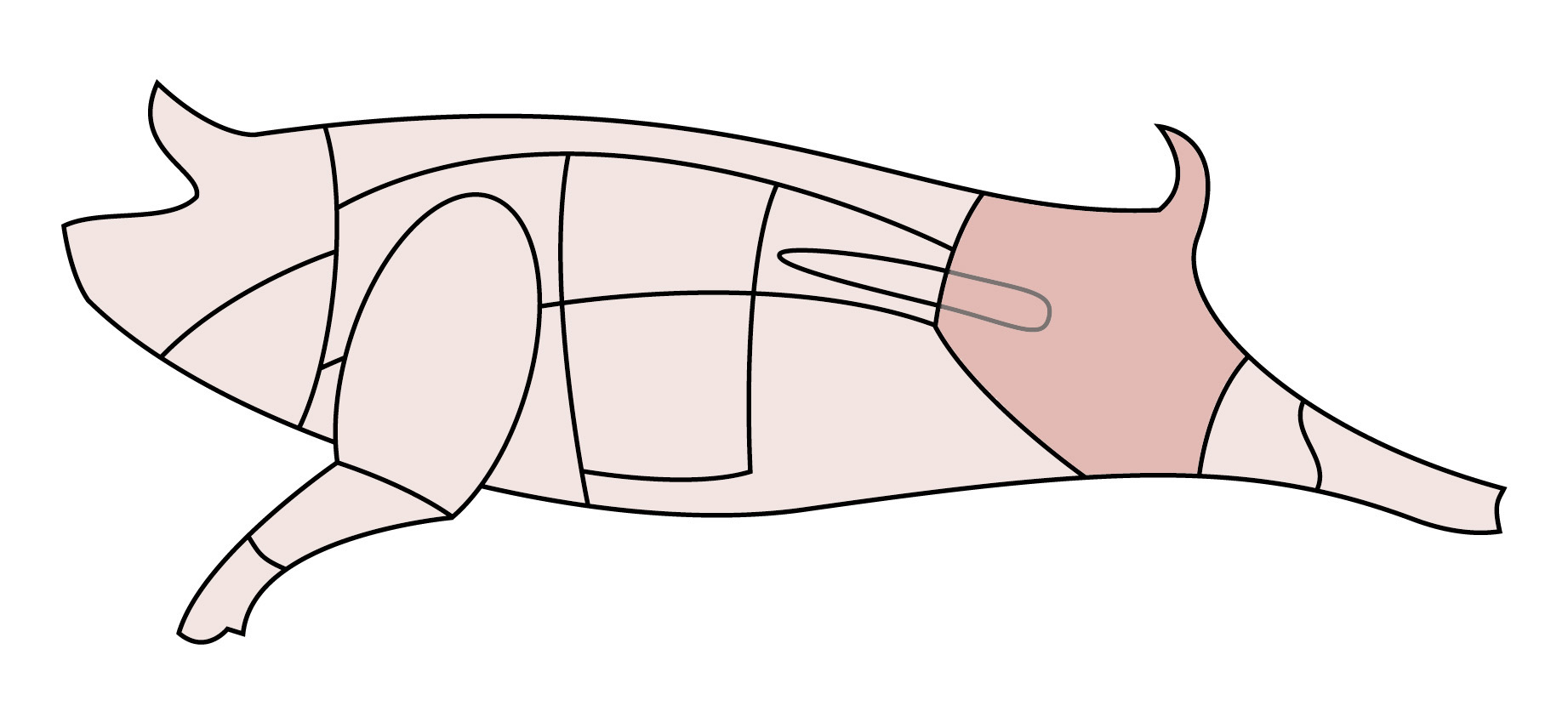
Achterbout

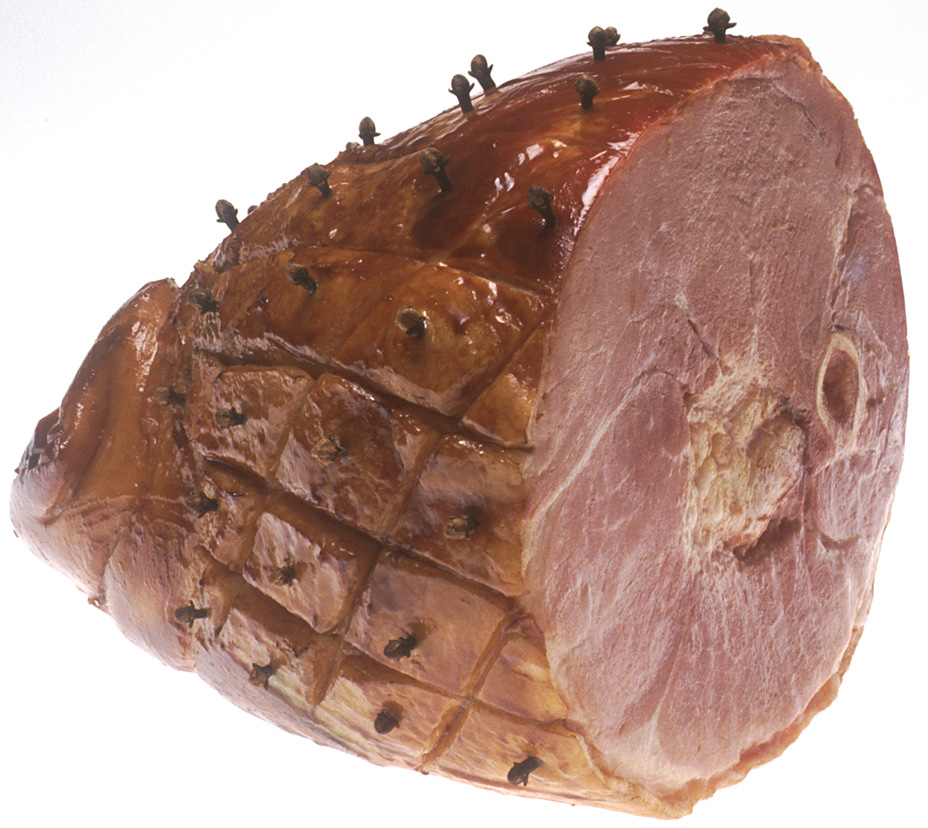
Ham

Ham of hesp (algemeen Belgisch-Nederlands) is het gekookte, gedroogde, gepekelde of gerookte vlees van het dikke deel van de achterbil van een varken.
In Noord- en Oost-Nederland zegt men vaak ook schink(e) of schenk(e) (dialect). In Vlaanderen is het woord voor ham hesp. In Limburg spreekt men van sjónk of sjink (dialect).
Soms worden andere delen van het varken ook tot iets hamachtigs gemaakt en aangeboden als ham, zoals schouderham. Als het vlees in dikke plakken wordt gesneden dan heet het een hamlap, en wordt het verder bereid met of zonder zwoerd als onderdeel van de warme maaltijd.
Bekende hamsoorten zijn:
- Ardenner ham
- ibericoham
- beenham
- Coburger ham
- gandaham
- Kempische ham
- ham van Bayonne
- parmaham
- schwarzwalderham
- serranoham
- Vlaamse gedroogde ham
- yorkham
- natuurham

## Ham in de schilderkunst

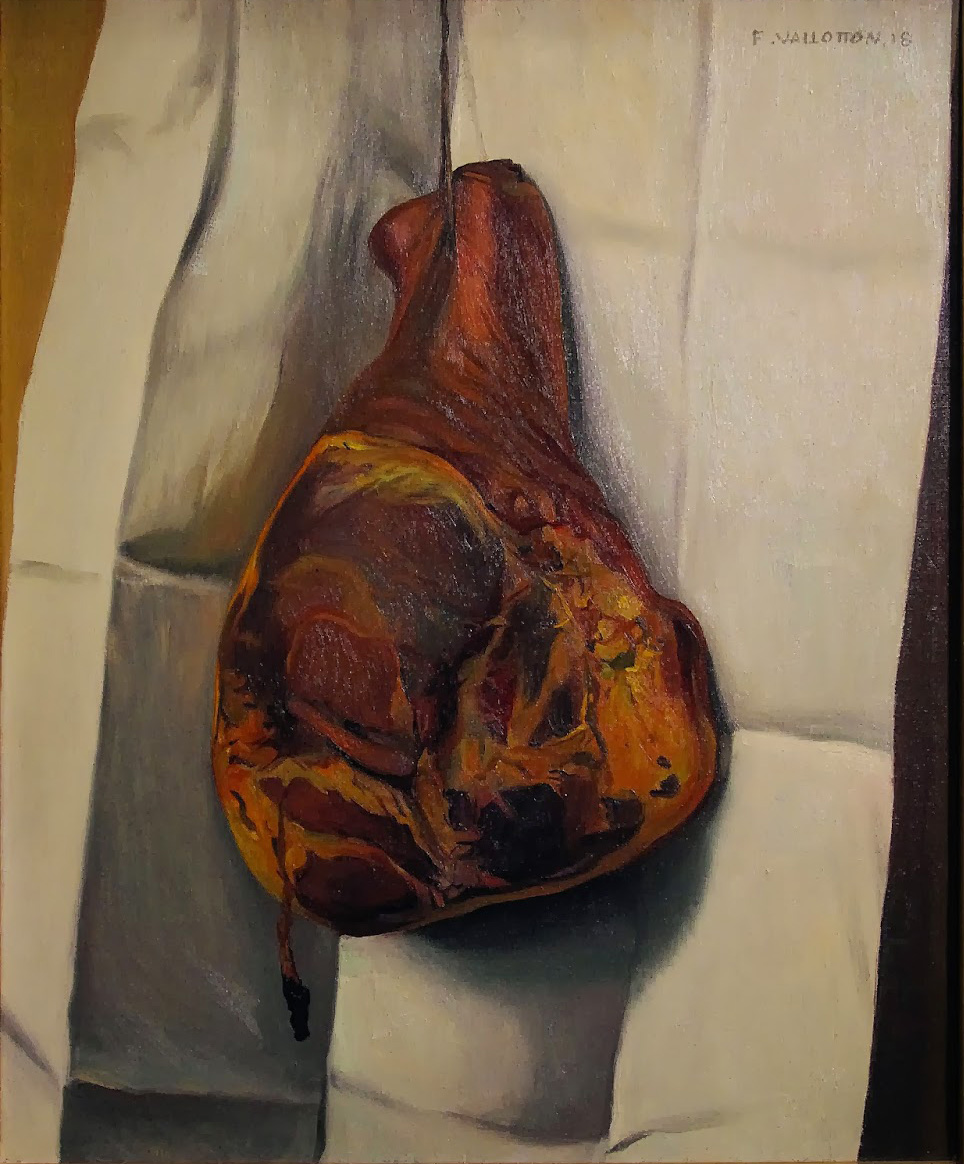
Le jambon (Félix Vallotton, 1918).
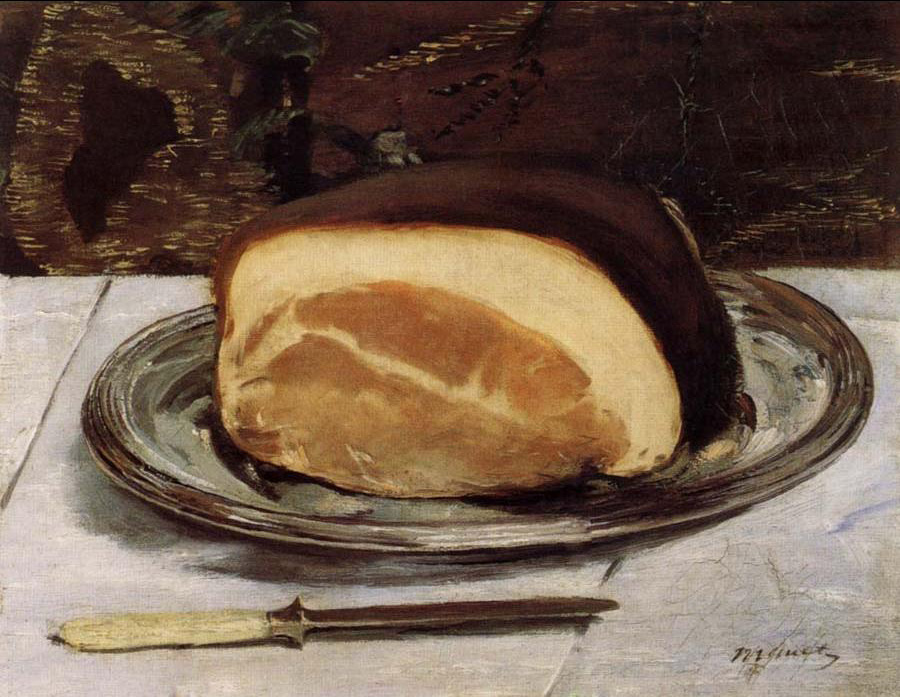
Le jambon (Édouard Manet, c. 1875).
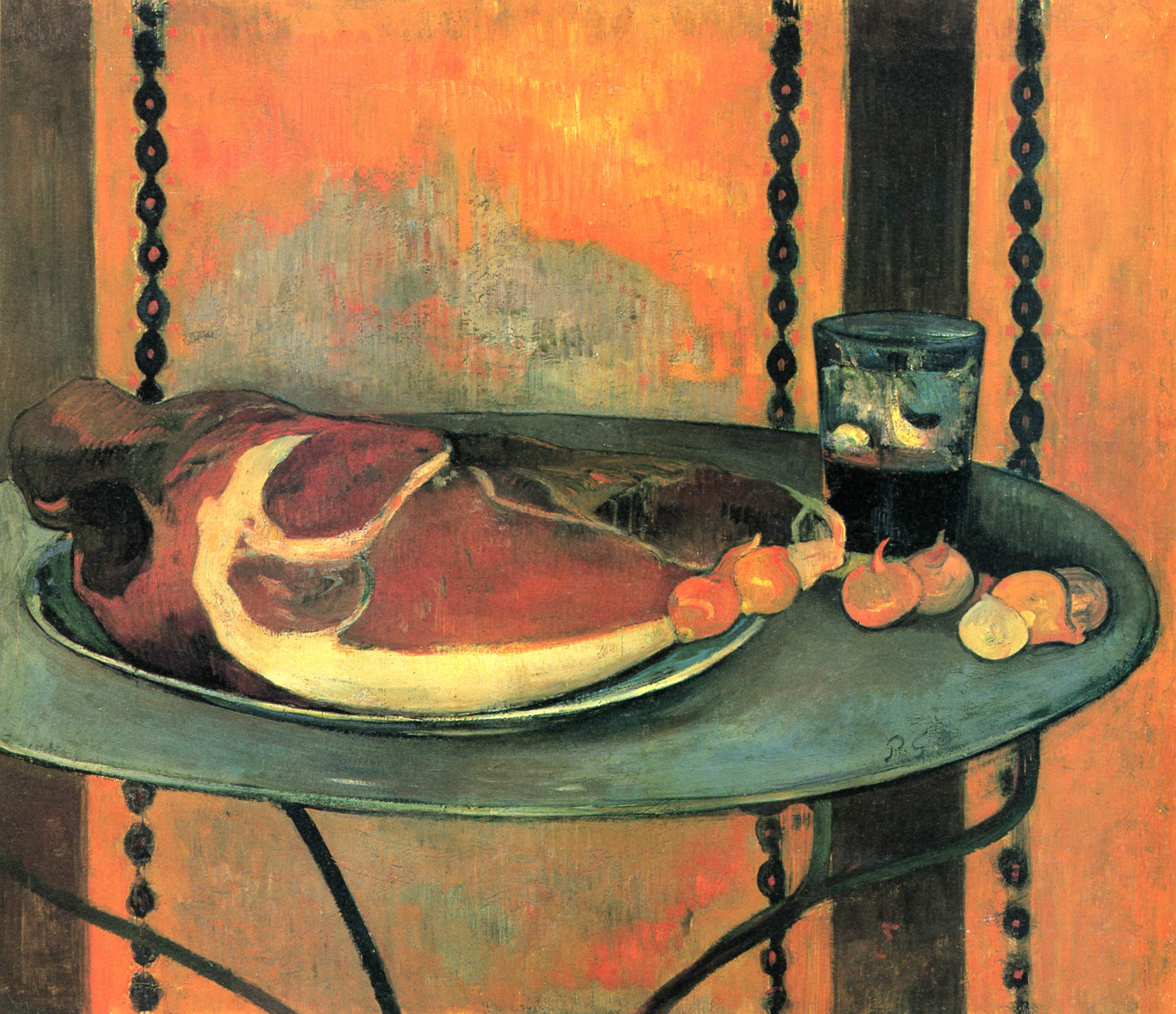
Le jambon (Paul Gauguin, 1889).